# Всемирный торговый центр 2
Всемирный торговый центр 2 (англ. 2 World Trade Center), известный также по своему адресу как Гринвич-стрит, 200 (англ. 200 Greenwich Street) — планируемый небоскрёб в новом комплексе Всемирного торгового центра, строящемся в нижнем Манхэттене (Нью-Йорк, США).
Здание будет находиться на восточной стороне улицы Гринвич-стрит, через дорогу от первоначального расположения Башен-близнецов ВТЦ, уничтоженных 11 сентября 2001 года в результате террористических атак.
81-этажное здание будет достигать высоты в 410 м. Для сравнения, 102-этажный Эмпайр-стейт-билдинг имеет высоту 381 м, со шпилем — 443,2 м. После постройки башня станет вторым по высоте небоскребом ВТЦ. Общая площадь помещений в башне предположительно будет составлять 260 000 квадратных метров для офисных помещений и прочего.

## Оригинальное здание (1973—2001)

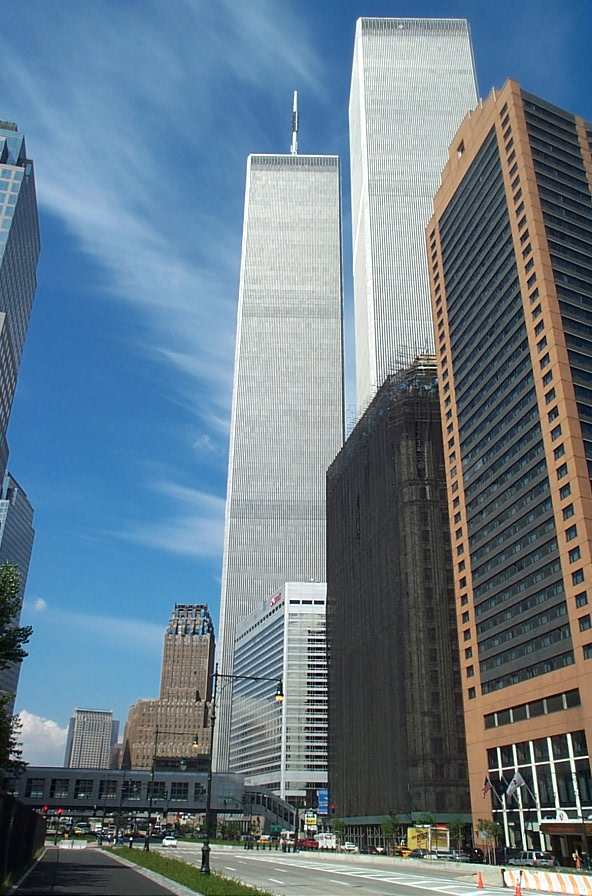
ВТЦ в июле 2001 года. Южная башня справа, без шпиля

Оригинальное здание (известное как Южная башня) было построено в 1973 году и являлось одной из Башен-близнецов, наряду с первой (Северной) башней. Здание стало вторым по высоте в мире (415 м), первой была Северная башня. Однако в мае 1973 года оба здания сместились на одну позицию ниже, а самой высокой стала Уиллис-тауэр в Чикаго. Однако, Южная башня продолжала удерживать рекорд по количеству этажей — 110. Данный рекорд был побит лишь в 2010 году башней Бурдж-Халифа — 163 этажа.
Из 110 этажей восемь были техническими (этажи 7-8, 41-42, 75-76 и 108—109). Все остальные этажи были предназначены для офисов и имели открытую планировку. Площадь помещений для офисов каждого этажа составляла 3700 м². Общая площадь всех офисных помещений составляла 350,000 м².
11 сентября 2001 года в 9:03 в южный фасад башни врезался захваченный террористами самолёт, выполнявший 175 рейс авиакомпании United Airlines, разрушив этажи 77—85. Три здания в комплексе Всемирного торгового центра, включая Южную башню, рухнули из-за вызванного пожаром разрушения конструкции. Полый характер конструкций позволил топливу проникнуть внутрь башни, тем самым вызвав множество крупных пожаров на разрушенных этажах. Топливо сгорело через несколько минут, но башня и её остатки горели ещё около часа. Башня разрушилась в 9:59, спустя 56 минут после столкновения.

## Новое здание

Проект Foster & Partners (2007)

Проект BIG (2015)

### Проект 2007 года
Оригинальный проект был спроектирован лондонской компанией Foster & Partners по заказу Портового управления. По проекту здание должно было иметь полностью застекленный фасад. На каждой стороне сделаны углубления, имитирующие разделение башни на 4 части. Покатая крыша, выполненная в форме ромба, была бы наклонена к Мемориалу ВТЦ. Сама башня учитывала концепцию 'светового клина' из генерального плана Даниэля Либескинда и расположена так, что 11 сентября тень от неё не падала бы на Мемориал. Такая крыша послужила бы визуальным маркером около горизонта, указывая, где именно стояли оригинальные башни. Башня по общему виду напоминала бы бриллиант.
Здание должно было иметь 88 этажей и достигать в высоту 411 м, площадь составлять 220000 квадратных метров для офисных помещений и 12 000 квадратных метров для розничной торговли, вестибюлей метро Нью-Йорка и PATH.

### Проект 2015 года
9 июня 2015 года журнал Wired сообщил, что ВТЦ 2 будет переработан компанией Bjarke Ingels Group и будет построен к 2020 году. Компания начала реконструкцию в декабре 2014 года.
По проекту здание должно было иметь форму лестницы и быть наклонено к ВТЦ 1. Оно будет сделано из так называемых «кубиков» (или «кирпичиков») здания. ВТЦ 2 выполнен в стиле «неомодерн».

### Возврат к первому проекту (2020)
После отказа потенциальных арендаторов от сделки в лице News Corp и 21st Century Fox, будущее стройплощадки повисло в воздухе. Стали поступать призывы к возвращению к оригинальному дизайну. В интервью прессе, девелопер участка Ларри Сильверстейн сообщил, что на столе лежат оба проекта — от Foster & Partners и от BIG, — и что выбор останется за будущими арендаторами здания.
В январе 2020 года Ларри Сильверстейн заявил, что он и Норман Фостер уже работают над обновлением проекта 2007 года, было заявлено, что проект будет значительно переработан.

## Постройка

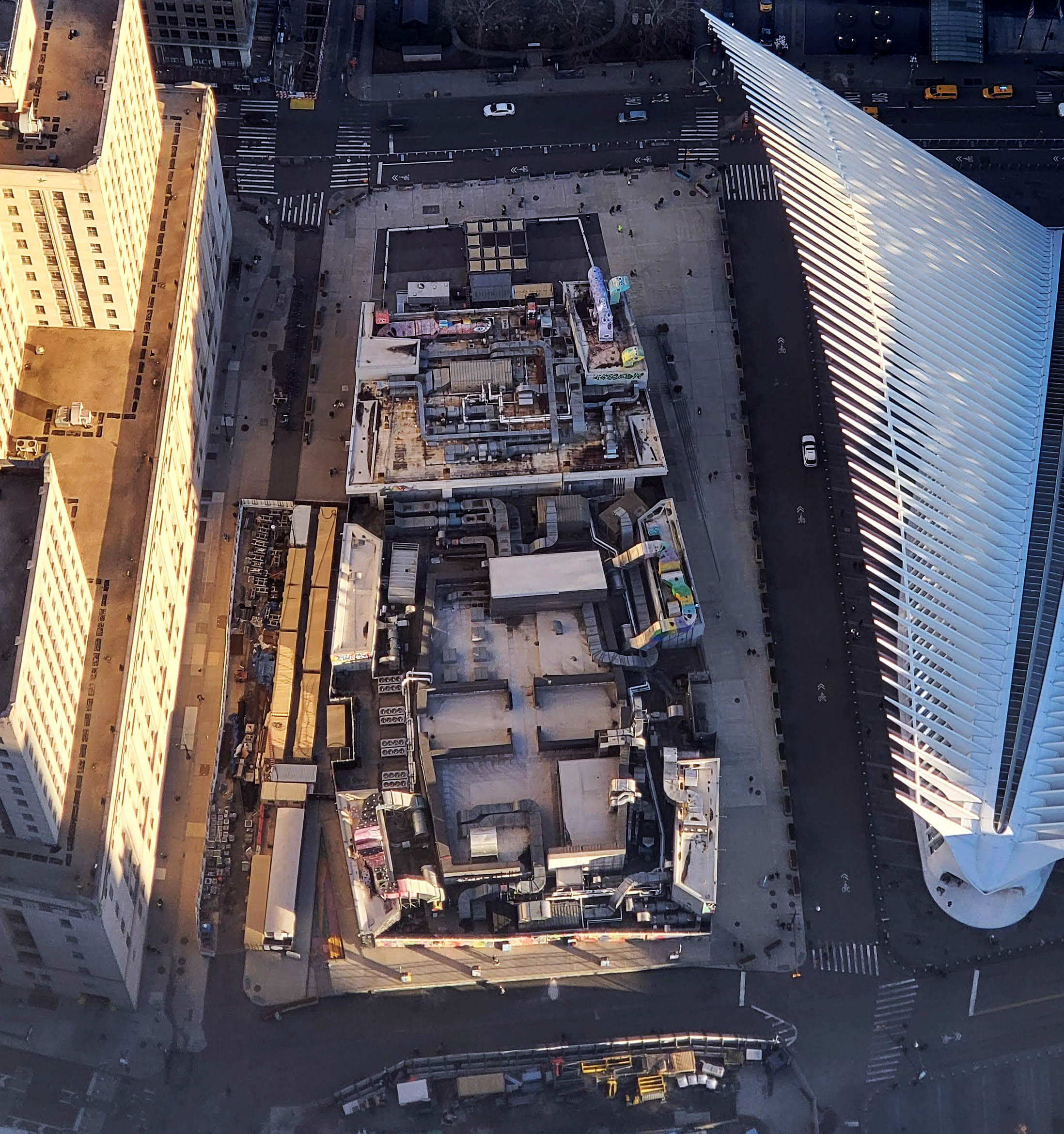
Незавершенная строительная площадка в 2023 году

1 июня 2010 началось строительство фундамента первоначального проекта, которое продлилось до конца 2011 года. В ноябре 2010 года три топливных элемента PureCell были доставлены к месту расположения WTC 2. Они будут обеспечивать 30 % всего энергопотребления башни. 29 сентября 2011, здание достигло уровня поверхности. На начало 2012 года, согласно онлайновой базе данных Emporis, было завершено строительство фундамента здания, и началась работа над нижними уровнями.
25 марта 2010 года, порт обнародовал планы по строительству второго и третьего ВТЦ до уровня улицы. Транзит и розничный подиум на сайте 175 Гринвич-стрит будет построен сразу, а строительство башни 3 будет отложено до тех пор, пока Silverstein Properties не получает финансирования для оставшейся постройки башен. Башня 3 будет построена, но строительство ВТЦ 2 будет заморожено.
В 2017 году дата окончания строительства была перенесена с начала 2021 года до 2022 года.
На 2025 год изменений на стройке нет.

## Книги
- National Construction Safety Team. Executive Summary // Final Report on the Collapse of the World Trade Center Towers (англ.). — NIST, 2005.